# Aviación Naval (Argentina)
La Aviación Naval es una de las cuatro ramas de la Armada Argentina, junto a la Flota de Mar, la Infantería de Marina y la Fuerza de Submarinos. Creada en 1916, su misión son las operaciones aéreas navales en los espacios marítimos soberanos, operando de forma específica y conjunta con el Ejército y la Fuerza Aérea.
Se halla organizada con el Comando de la Aviación Naval (COAN), con tres fuerzas aeronavales (FAE1, FAE2 y FAE3) y cuatro bases aeronavales (Comandante Espora, Almirante Zar, Punta Indio y Río Grande).

## Historia
El 11 de febrero de 1916, se creó el Parque y Escuela Fuerte Barragán. Ese día fue adoptado como el Día de la Creación de la Aviación Naval.
La Escuela de Aviación Naval inició sus cursos el 20 de abril de 1922.
El 18 de febrero de 1933, un avión naval realizó el primer vuelo de la Base Aeronaval Punta Indio a Río Grande. Dicho aeroplano continuó a Ushuaia, marcando la primera presencia del arma en dicha ciudad.
Con fecha 19 de febrero de 1940, aviones Consolidated P2Y-3A protagonizaron el primer vuelo de la Aviación Naval sobre las islas Malvinas.
La Aviación Naval creó la Escuadrilla Aeronaval de Helicópteros el 23 de mayo de 1949 con el primer vuelo de un helicóptero de su dotación.

### Época del peronismo

#### Intento de golpe de Estado de 1951
Durante el intento de golpe de Estado de 1951, cuyo objetivo era eliminar al presidente Juan Domingo Perón, aviones de la Base Aeronaval Punta Indio volaron sobre Buenos Aires. La intentona fracasó en su objetivo.

#### Bombardeo de la Plaza de Mayo
El 16 de junio de 1955, veinte aviones de ataque AT-6 Texan, cinco entrenadores AT-11 y tres hidroaviones PBY Catalina, todos de la Aviación Naval, atacaron civiles desarmados en la Plaza de Mayo, además de arremeter contra la Casa Rosada y el Edificio Libertador —sede del Ministerio de Ejército—, con el fin de eliminar al presidente Perón. Con un total de 309 personas fallecidas, el bombardeo de marras es considerado un acto de terrorismo de Estado perpetrado por la Aviación Naval. Ese día, la Aviación Naval realizó también el transporte de infantes de marina al Aeropuerto de Ezeiza para su ocupación.
Cinco aviones Gloster Meteor de la VII Brigada Aérea de la Fuerza Aérea Argentina reprimieron la aviación rebelde. Cuando el golpe de Estado fracasó, los aviadores huyeron a Uruguay. El 17 de junio, Perón disolvió el Comando de la Aviación Naval (Decreto N.º 9415).

#### Derrocamiento de Perón
El 16 de septiembre de 1955, se inició un segundo golpe de Estado contra Perón. Una nueva acción de la Aviación Naval se produjo el día 18 cuando esta atacó fuerzas leales del Ejército en Sierra de la Ventana. Finalmente, amenazado por la Flota de Mar con bombardear Buenos Aires y la destilería de La Plata, Perón abandonó el país el 21 de septiembre y asumió el poder el general de división Eduardo Lonardi, iniciando la Revolución Libertadora.

### Luego de 1955
Con la incorporación del portaaviones ARA Independencia (V-1), la Aviación Naval obtuvo una capacidad que ampliaba su proyección hacia el mar y la situaba entre las mejores de Sudamérica. Un avión North American SNJ-5C Texan protagonizó el primer aterrizaje de un avión argentino en un portaviones nacional el 8 de junio de 1959 en la cubierta del ARA Independencia. El 6 de enero de 1962, la institución lograba otra hazaña, cuando dos aviones C-47 de la Aviación Naval aterrizaron por primera vez en el polo sur.

### Azules y Colorados
Durante el enfrentamiento entre los Azules y Colorados, la Armada representaba el bando colorado, mientras que el Ejército apoyaba al sector azul. El 2 de abril de 1963, aviones F4U Corsair y F9F Panther de la Base Aeronaval Punta Indio atacaron tanques M4 Sherman del Regimiento de Caballería de Tanques 8 (C-8) en Magdalena. Hubo 9 muertos y 22 heridos. Como represalia, el 3 de abril, la Fuerza Aérea bombardeó la base de Punta Indio, destruyendo en tierra un avión DC-4, un DC-3, cuatro F9F y otros 16 aviones. Luego, tanques del C-8 y del C-10 avanzaron sobre la base aeronaval.

### Operativo Independencia (1975) - terrorismo de Estado
Entre 1975 y 1976, la Aviación Naval despachó comisiones al Operativo Independencia (desarrollado en la Provincia de Tucumán el Ejército Argentino), el Batallón de Seguridad del Comando en Jefe, etc. Los registros de la Aviación revelan la presencia de aviadores navales en aeronaves del Ejército cumpliendo diversas tareas en el Operativo Independencia.
En 1975, el COAN asumió la conducción de la Fuerza de Tareas 10 «Reserva Aeronaval». Esta fuerza tenía jurisdicción en las bases de la Aviación Naval con la excepción de aquellas que pertenecían a otras fuerzas de tareas.

### La Aviación Naval en la Guerra de Malvinas (1982)
La aviación Naval Argentina operaba desde sus bases aeronavales Comandante Espora, Río Grande y Almirante Zar, sus estaciones aeronavales Calderón y Río Gallegos y el portaaviones ARA Veinticinco de Mayo (V-2). Durante la guerra, el Comandante de la Aviación Naval era el Contraalmirante Carlos García Boll. En la realización de la Operación Rosario (reconquista de las islas Malvinas) se destacaba la participación de los contraalmirantes Carlos Busser, como Comandante de la Infantería de Marina, y Gualter Oscar Allara, como Comandante de la Flota de Mar. El Super Etendard y el A-4Q Skyhawk eran en 1982 los principales sistemas de armas con los que contaba la Aviación Naval, ambos con capacidad de operar tanto en tierra como en el portaaviones. Durante la guerra, tanto los Super Etendard como los A-4Q contaron con apoyo de aeronaves KC-130 de la Fuerza Aérea Argentina. 
Los aviones Dassault-Breguet Súper Etendard eran cazabombarderos, provenían de Francia y las cinco unidades operacionales fueron entregadas en marzo de 1982, c/u con un misil Exocet AM-39, siendo destinados a la 2.ª Escuadrilla Aeronaval de Caza y Ataque. Este tipo de aeronave tenía una longitud de 14 metros y alcanzaba Mach 1 (rondando los 1200 km/h), podía emplear los misiles AM39 Exocet, que se trata de un sistema “Fire and forget”, ya que tiene la capacidad de redireccionarse en vuelo y buscar el centro de gravitación del blanco. Operando desde Rio Grande, se produjo la Operación “Sheffield” (4 de mayo), en la que una aeronave exploradora Neptune detectó al destructor Tipo 42 HMS Sheffield (D-80), derivando en el hundimiento del mismo por dos cazas Super Etendard armados c/u con un misil Exocet. Dicha acción fue pionera en este tipo de maniobras de ataque con misiles. Hacia el 15 de mayo, la Armada informó que el sistema Neptune había sido pasado fuera de servicio, siendo retirados durante la misma guerra por su antigüedad; sin embargo el 25 de mayo los Super Etendard participaron de una nueva misión (ataque al portacontenedores Atlantic Conveyor), culminando con su hundimiento. El empleo final de los Super Etendard fue el 30 de mayo, cuando se intentó, sin éxito, hundir el portaaviones HMS Invencible (R-5); esta acción tuvo el apoyo de cuatro cazas A-4C de la Fuerza Aérea Argentina (FAA), siendo dos de ellos derribados por la defensa antiaérea del buque y sus escoltas. Oficialmente, el Reino Unido negó cualquier daño al HMS Invencible, e incluso que se haya producido el ataque; sin embargo, fuentes inglesas en la posguerra confirman que dos A-4C fueron derribados por la defensa antiaérea, mientras seguían la estela del Exocet lanzado hacia el portaaviones (en cuanto al misil Exocet, indicando que ''posiblemente'' fuera desviado por las contramedidas Chaff). Los otros dos pilotos de A-4C restantes, describieron el ataque en varias oportunidades, indicando que fue averiado.
En cuanto al A-4Q Skyhawk, este era un avión de ataque, proveniente de Estados Unidos, fabricado por Douglas Aircraft Corp. en los años 50. La Aviación Naval Argentina contaba en 1982 con solo 8 aviones listos para cualquier operación, de un total de 16 de esta clase, y formaban parte de la 3.ª Escuadrilla Aeronaval de Caza y Ataque. Durante la Operación Rosario (reconquista de las islas por parte de Argentina) y hasta los primeros días de mayo, operaron en el portaaviones ARA Veinticinco de Mayo (V-2), siendo luego transferidos a bases en tierra. Los A-4Q Skyhawk disponían de 2 cañones MK-12 de 20 mm y la capacidad de emplear bombas de hasta 1000 libras. Intervinieron en los combates en el Estrecho de San Carlos, principalmente los días 21 y 23 de mayo, participando junto a otras unidades de los hundimientos de las fragatas HMS Ardent y HMS Antelope.
En cuanto a operaciones de rescate (SAR), un Neptune explorador también participó exitosamente en la operación de búsqueda y rescate de náufragos del ARA General Belgrano (2 de mayo). A su vez, la 2ª Escuadrilla Aeronaval de Helicópteros fue parte de la operación de rescate del 1 de junio, en la cual rescataron personal de la Base Calderón, situada al norte de las Islas Malvinas. La base había sido objeto de un raid de comandos del Special Air Service el 15 de mayo, en el que fueron destruidos aviones Mentor aeronavales y cinco IA-58 de la Fuerza Aérea Argentina.
Las escuadrillas aeronavales en la Operación Rosario (2 de abril) y Georgias (3 de abril)
La Operación Rosario consiguió la reconquista de la soberanía argentina sobre las islas. Las escuadrillas aeronavales que intervinieron inicialmente fueron 1 escuadrilla de exploración (aviones SP2H Neptune) y 1 escuadrilla antisubmarina (conformada por cinco aviones S2E Tracker). El 23 de marzo de 1982, se había trasladado a los aviones Neptune de la Base Aeronaval Comandante Espora hasta la Base Aeronaval Río Grande para disponerse a ejecutar los vuelos de exploración, y el 26 de marzo el avión Neptune matrícula 2P-112, hizo un vuelo con el propósito de extraer información previa a la zarpada de la Fuerza de Tareas Anfibias. En el mediodía, adquirió un contacto que se registró como el HMS Brandsfield en latitud 52°25′ longitud 64°40′, con rumbo E, procedente de Punta Arenas. Finalizado el vuelo, el 2-P112 aterrizó en la Base Aeronaval Río Grande; los Neptune realizarían otros vuelos de control similares previo al desembarco del 2 de abril.
El 2 de abril de 1982, Puerto Argentino fue tomado por personal de Buzos Tácticos y Comandos Anfibios, con apoyo de blindados anfibios y el Batallón de Infantería de Marina n.º 2 (BIM 2) y una sección del Regimiento 25 de Ejército. Esa tarde, el objetivo fue transferido a manos del Ejército, y comenzó el repliegue del personal naval de la Fuerza de Desembarco, que quedó completado el 4 de abril y fue llevado a cabo con aviones F-28 y L-188 pertenecientes a la 1ª y 2ª Escuadrillas Aeronavales de Sostén Logístico y Móvil. A Puerto Argentino arribaron parte de los aviones S-2 Tracker, que, junto a los Neptune basados en Río Grande, continuaron hasta el 13 de abril explorando el Mar Argentino, cuando regresaron a la base Comandante Espora.
La 1.ª Escuadrilla Aeronaval de helicópteros, cuyo material eran los helicópteros Alouette III y Sea Lynx, intervino inicialmente en la recuperación de las Islas Georgias. El Alouette III matrícula 3-H-110 (tripulación: T.N. Busson, T.C. Guillermo Guerra, Suboficial 2° Julio Gatti) se hallaba a bordo del ARA Bahía Paraíso (B-1) desde el 20 de febrero para cumplir con la campaña antártica 81-82; el buque se hallaba en Ushuaia a fines de ese mes, cuando embarcó también un helicóptero Puma del Ejército Argentino y sus tripulantes (tenientes primeros Villagra y López Leguizamón, y Sgto. Díaz Medin). Para la operación de recuperación de las Islas Georgias (3 de abril), se ordenó al buque Bahía Paraíso formar una fuerza junto a la corbeta misilística ARA Guerrico (P-32). Con el Alouette III se realizaron vuelos de reconocimiento para vigilar a los británicos y determinar zonas para heli-desembarco; para ello la tripulación requirió una ametralladora MAG 7.62 mm., ya que carecían de armamento, y la instalaron en el helicóptero. La primera ola desembarco en Punta Coronel Zelaya se hizo con el helicóptero Puma, mientras el Alouette 3-H-110 continuaba explorando la zona. Al regresar el Puma con la segunda ola, queriendo aterrizar en la playa (12:05 hs.) recibió fuego de ametralladora y mortero de los marines ingleses. Sin embargo, el teniente Villagra logró controlar su aeronave, efectuando un aterrizaje de emergencia, con muertos y heridos a bordo. El 3-H-110 también recibió disparos, aunque con daños menores. El teniente Guerra, junto con su MAG, desembarcó y se unió a la tripulación del Puma caído, para luego dirigirse a un lugar más protegido y proteger el personal herido, y el mecánico del 3-H-110, Suboficial 2° Gatti, embarcó heridos en el helicóptero, el cual despegó luego hacia el buque transporte. La tripulación del Puma, ya en tierra, se unió a los infantes para repeler el ataque, mientras que el 3-H-110 continuaría llevando personal y material, y evacuando heridos, hasta las 16:30. Finalmente, la corbeta Guerrico, la cual sufrió daños menores al entrar a la bahía, realizó algunos disparos intimidatorios y los marines ingleses se rindieron. 
En cuanto a la 2ª Escuadrilla Aeronaval de Helicópteros, esta dispuso durante el conflicto de un Sea King, de matrícula 2-H-234, embarcado en el portaaviones ARA Veinticinco de Mayo (V-2), y otro de matrícula 2-H-231, a bordo del rompehielos ARA Almirante Irízar (Q-5). El 2 de abril a las 7 a. m., el 2-H-231 despegó del rompehielos, situado al sur del Faro de Cabo San Felipe. Llevando personal de infantería de marina, aterrizo a las 7:34 en el aeródromo de Puerto Argentino (al tiempo que en la playa llegaban los primeros vehículos anfibios), constituyéndose la primera aeronave argentina en hacerlo desde iniciado el conflicto. El 2-H-231 también intervino el 4 de abril, transportando 15 hombres del Ejército hasta Puerto Darwin, quienes tomaron el lugar sin resistencia; asimismo el 5 de abril, desde el rompehielos, que operaba junto con la fragata ARA Guerrico, participó con un heli-desembarco de personal de Ejército, en la Bahía Zorro en el Estrecho de San Carlos.

#### Bajas sufridas por la Aviación Naval en el conflicto
La especialidad sufrió 6 muertos durante las operaciones. Dos mecánicos (Suboficial Mayor Ramón Barrios, Suboficial Segundo Roberto Lobo), pertenecientes a la Aviación Naval, fallecieron a bordo del Crucero ARA General Belgrano, el cual fue hundido el 2 de mayo de 1982 a las 16:01. 
En las acciones realizadas por la 3.ª Escuadrilla Aeronaval de Caza y Ataque, la cual operaba aviones A-4Q Skyhawk, fallece el Teniente de Fragata Marcelo G. Márquez (21 de mayo) tras una misión de ataque a buques en el Estrecho de San Carlos (hundimiento de la fragata HMS Ardent). Asimismo, el 23 de mayo, tras regresar de una misión similar (ataque a la fragata HMS Antelope) fallece el Capitán de Corbeta Carlos M. Zubizarreta, en un accidente operacional.
Por último, dos aviadores del sistema Aermacchi MC-33 (Teniente de Fragata Carlos Benítez, Teniente de Corbeta Daniel E. Miguel) quienes integraban la dotación con base en las islas (1.ª Escuadrilla Aeronaval de Caza y Ataque), fallecieron volando dicho sistema de armas, los días 3 y 28 de mayo, respectivamente (el primero de ellos, en un accidente operacional, cercano a la pista de Puerto Argentino, y el segundo en combate durante la Batalla de Darwin-Goose Green).

## Búsqueda del ARA San Juan
En noviembre de 2017 la Aviación Naval prestó apoyo a la búsqueda del submarino ARA San Juan (SUSJ) de la Armada Argentina en la zona del golfo San Jorge, con una aeronave Grumman S-2T Turbo Tracker de la Escuadrilla Aeronaval Antisubmarina y un Beechcraft B-200 "Super King Air" de la Escuadrilla Aeronaval de Vigilancia Marítima. Fue además al menos un helicóptero embarcadado Aérospatiale AS-555SN Fennec de la 1.ª Escuadrilla Aeronaval de Helicópteros, asignado al destructor ARA Sarandí (DESA) de la Flota de Mar.

## Organización
La estructura orgánico-funcional y despliegue de paz de la Aviación Naval es la que sigue:
- Comando de la Aviación Naval (COAN). Asiento: Base Naval Puerto Belgrano (Punta Alta, BA).
  - Museo de la Aviación Naval (MUAN). Asiento: Base Aeronaval Comandante Espora (Bahía Blanca, BA).

Fuerza Aeronaval N.º 2
- Comando de la Fuerza Aeronaval N.º 2 (FAE2). Asiento: Base Aeronaval Comandante Espora (Bahía Blanca, BA).
  - Escuadra Aeronaval N.º 2 (EAN2). Asiento: Base Aeronaval Comandante Espora (Bahía Blanca, BA).
    - Escuadrilla Aeronaval Antisubmarina (EA2S). Asiento: Base Aeronaval Comandante Espora (Bahía Blanca, BA).
    - 2.ª Escuadrilla Aeronaval de Helicópteros (EAH2). Asiento: Base Aeronaval Comandante Espora (Bahía Blanca, BA).

  - Escuadra Aeronaval N.º 3 (EAN3). Asiento: Base Aeronaval Comandante Espora (Bahía Blanca, BA).
    - 2.ª Escuadrilla Aeronaval de Caza y Ataque (EA32). Asiento: Base Aeronaval Comandante Espora (Bahía Blanca, BA).
    - 1.ª Escuadrilla Aeronaval de Helicópteros (EAH1). Asiento: Base Aeronaval Comandante Espora (Bahía Blanca, BA).

  - Centro de Adiestramiento de la Fuerza Aeronaval N.º 2 (CIFA). Asiento: Base Aeronaval Comandante Espora (Bahía Blanca, BA).
  - Base Aeronaval Comandante Espora (BACE). Asiento: Bahía Blanca (BA).

Fuerza Aeronaval N.º 3
- Comando de la Fuerza Aeronaval N.º 3 (FAE3). Asiento: Base Aeronaval Almirante Zar (Trelew, CU).
  - Escuadra Aeronaval N.º 6 (EAN6). Asiento: Base Aeronaval Almirante Zar (Trelew, CU).
    - Escuadrilla Aeronaval de Exploración (EA6E). Asiento: Base Aeronaval Almirante Zar (Trelew, CU).
    - Taller Aeronaval Almirante Zar (TVAZ). Asiento: Base Aeronaval Almirante Zar (Trelew, CU).

  - Base Aeronaval Almirante Zar (BAAZ). Asiento: Trelew (CU).
  - Base Aeronaval Río Grande (BARD). Asiento: Río Grande (TF).
- Servicio de Seguridad Aeronaval (SISE). Asiento: Trelew (CU).

Base Aeronaval Punta Indio
- Jefatura de la Base Aeronaval Punta Indio (BAPI). Asiento: Base Aeronaval Punta Indio (Verónica, BA).
- Escuadra Aeronaval N.º 1 (EAN1). Asiento: Base Aeronaval Punta Indio (Verónica, BA).
  - Escuadrilla Aeronaval de Vigilancia Marítima (EA1V). Asiento: Base Aeronaval Punta Indio (Verónica, BA).
  - Escuela de Aviación Naval (ESAN). Asiento: Base Aeronaval Punta Indio (Verónica, BA).
- Taller Aeronaval Punta Indio (TAPI). Asiento: Base Aeronaval Punta Indio (Verónica, BA).